# Panzerzug Kozak
Der Panzerzug Kozak (deutsch: Kosake) war ein improvisierter polnischer Panzerzug aus der Zeit des Polnisch-Ukrainischen Krieges 1919.

## Geschichte
Am 21. November 1918 übernahmen Soldaten eines Stoßtrupps unter der Führung von Oberstleutnant Józef Swoboda in Ustrzyki Dolne einen von den Ukrainern zurückgelassenen Güterzug. Diesen brachten sie am gleichen Tag schnellstmöglich nach Lesko. Dort wurde der Güterzug mit zwei Plattformwagen mit jeweils einer aufgesetzten 122-mm-Haubitze und drei Maschinengewehren verstärkt. Einen Tag später wurde der Zug bei der Besetzung von Ustrzyki eingesetzt. Kurz darauf stellte der Zugkommandant, Leutnant Karol Pasternak, bei der Waggonfabrik L. Zieleniewski in Sanok die Anfrage, ob diese den Zug zu einem Panzerzug mit dem Namen Kozak umbauen könnten.

## Technische Beschreibung
Über die Lokomotiven, die den Zug in Bewegung setzten, ist nichts überliefert worden. Klar ist jedoch, dass es zwei verschiedene Lokomotiven waren, da die erste durch eine Zugkollision zerstört wurde. Doch auch alle Wagen und auch die 122-mm-Haubitzen wurden zerstört.
Der zweite Panzerzug kam aus den Werkstätten von Sanok und besaß insgesamt sechs Wagen plus Lokomotive. Die ersten beiden Wagen, jeweils am Zuganfang und Zugende, waren Flachbettwagen ohne einen Aufbau. Der erste Wagen (an beiden Zugenden) war ein Abstoßwagen mit Material zur Gleisreparatur. Der zweite Zweck dieses Wagens war es, auf Minen fahren zu können, ohne viel Schaden an die nächsten Wagen abzuleiten. Auch konnte der Wagen einfach in der Fahrt abgekoppelt werden, wodurch er auf mögliche Hindernisse zulief, während der Rest des Panzerzuges abbremste. Der zweite Wagen (an beiden Zugenden) besaß einen kleinen, rechteckigen und mannshohen, gepanzerten Aufbau in der Mitte. Hier waren kleine Schießscharten eingebaut, welche für ein Maschinengewehr ausgelegt waren. Die Besatzung in dieser engen Konstruktion belief sich auf lediglich zwei Mann. Der dritte Wagen am Zugende war ein Flachbettwagen mit einem 1,30 m hohen Aufbau. Dieser war mit 6 mm dickem Stahl gepanzert und hatte zusätzlich Flusskies an den Seitenrändern zur Verstärkung der Panzerung geladen. Um einen möglichen Feuerkampf aufnehmen zu können, wurden mehrere Scharten für Gewehre geschaffen. Der letzte Wagen im Zug war ein Reisezugwagen vom Typ YT, welcher die Infanterie mitführte.

## Einsatz
Am 23. November 1918 nahm der Panzerzug an schweren Kämpfen am Bahnhof Ustrzyki Dolne in der Nähe von Chyrów und Felsztyn teil. Hierbei kam es zu einer folgenschweren Kollision mit einer wilden Lokomotive. Die ukrainischen Streitkräfte ließen einen unbesetzten Zug mit einer Lokomotive und zwei Wagen in voller Fahrt auf den feindlichen Panzerzug zu rollen. Dieser konnte nicht gestoppt werden, wodurch die Lokomotive und der Panzerzug nahezu komplett zerstört wurden. Die Besatzung konnte den Panzerzug rechtzeitig verlassen und, nachdem die ukrainischen Soldaten zurückgeschlagen wurden, begab sich das Zugpersonal nach Sanok. Am Bahnhof wurden sie vom örtlichen Vizebürgermeister Stanisław Niedzielski in Empfang genommen und ihnen wurde der neue Panzerzug Kosak mit neuen Wagen übergeben.
Am 19. Januar kam es zu Kämpfen bei Chyrów. Dort wurden zuerst zwei Kundschafter des Panzerzuges getötet. Am gleichen Tag wurde der Panzerzug erneut so schwer beschädigt, dass er aufgegeben wurde.

## Soldaten des Zuges
- Zugkommandant: Leutnant Karol Pasternak
- Aufklärungsoffizier: Leutnant Stanisław Sas Korczyński († 19. Januar 1919)[8]
- Aufklärer: Korporal Wacław Śląski († 19. Januar 1919)[8]

## Zugzusammensetzung
Der Reserveleutnant Antoni Hora, welcher zeitgleich der Schöpfer der Zeichnungen war, die den Panzerzug Kozak darstellen, beschrieb den zweiten Panzerzug wie folgt:

„Arbeiter der Waggonfabrik L. Zieleniewski in Sanok bauten aus sieben Wagen einen Panzerzug zusammen, sozusagen einen provisorischen. Wir nannten ihn Kozak. Seine Zusammensetzung war wie folgt: An der Vorderseite befanden sich zwei Flachwagen, im ersten befanden sich etwa ein Dutzend Eisenbahnschienen, einige Schwellen und Zubehör dafür, dies diente als Ladung und Schutz vor Minen. Der nächste Wagen hatte einen eingebauten Stahl-Bienenstock aus 10 mm dickem Blech mit Aussparungen zum Abfeuern eines schweren Maschinengewehrs und Platz für zwei Soldaten. Der dritte Wagen, in Form eines Kohlenwagens, 1,30 m hoch mit Aussparungen für Gewehre, war mit Flusskies und 6 mm dickem Stahlblech gepanzert. Der vierte Personenwagen vom Typ „TY“. Auf der anderen Seite stehen zwei Wagen wie oben beschrieben.“

Gemäß der Beschreibung und den Bildern von Antoni Hora setzte sich der zweite Panzerzug Kosak aus folgenden Wagen zusammen:
- zwei Abstoßwagen mit Schienenbauzubehör, jeweils an den Enden des Zuges
- zwei Flachwagen mit kleinen Panzeraufbauten mit Schießscharten für ein Maschinengewehr und zwei Mann, jeweils hinter den Abstoßwagen
- eine Lokomotive mit Kohletender
- ein Reisezugwagen vom Typ YT
- ein, in Aussehen und Form an einen Kohlewagen angelehnten Infanteriewagen mit Panzerung, Flusskies und Schießscharten